# Zellers
Zellers là một chuỗi cửa hàng bán lẻ và cửa hàng giảm giá của Canada và hiện là thương hiệu thuộc sở hữu của Hudson's Bay Company (HBC). Được thành lập vào năm 1931 tại London, Ontario, trong những thập kỷ sau đó, công ty có trụ sở tại Brampton, Ontario. Zellers được HBC mua lại vào năm 1978 trước khi đóng cửa vào năm 2013.
Một loạt thương vụ mua lại và mở rộng đã cho phép Zellers đạt đến đỉnh cao vào những năm 1990, với 350 cửa hàng trên toàn quốc vào năm 1999. Tuy nhiên, sự cạnh tranh khốc liệt của Walmart Canada và sự thiếu khả năng điều chỉnh theo ngành bán lẻ ngày càng biến động đã khiến Zellers thua lỗ mặt bằng đáng kể trong những năm 2000. Đồng thời, chủ sở hữu mới của HBC là NRDC Equity Partners đang tập trung vào việc phát triển Hudson's Bay, với định hướng thời trang và sự cao cấp, nên đã coi Zellers gây tổn hại cho sự thay đổi này.